# Sericia alix
Sericia alix är en fjärilsart som beskrevs av Achille Guenée 1852. Sericia alix ingår i släktet Sericia och familjen nattflyn. Inga underarter finns listade i Catalogue of Life.